# Charles Leslie Richardson
Sir Charles Leslie Richardson, britanski general, * 11. avgust 1908, † 7. februar 1994.
Med letoma 1972 in 1977 je bil glavni kraljevi inženir.